# Argenna obesa
Argenna obesa är en spindelart som beskrevs av James Henry Emerton 1911. Argenna obesa ingår i släktet Argenna och familjen kardarspindlar. Inga underarter finns listade i Catalogue of Life.